# Cândido José da Costa
Cândido José da Costa (07 de setembro de 1827 — 10 de dezembro de 1909) foi um militar e político brasileiro.
Entrou para o exército em 14 de abril de 1845 para a arma de artilharia. Participou da Guerra do Paraguai. Chegou a brigadeiro em 1890 e marechal em 31 de março do mesmo ano.
Foi reformado por Floriano Peixoto em 1892, após ter assinado o Manifesto dos 13 generais. Obteve ganho de causa no Supremo Tribunal Federal e retornou a ativa em 1895, tendo se aposentado novamente em 1896.
Foi presidente do Clube Militar em 1890 e governador do Rio Grande do Sul por poucos meses entre 1890 e 1891. Durante seu termo como governador publicou o decreto que desligou Caxias do Sul do município de São Sebastião do Caí, possibilitando o surgimento de um município autônomo.